# Lavement baryté

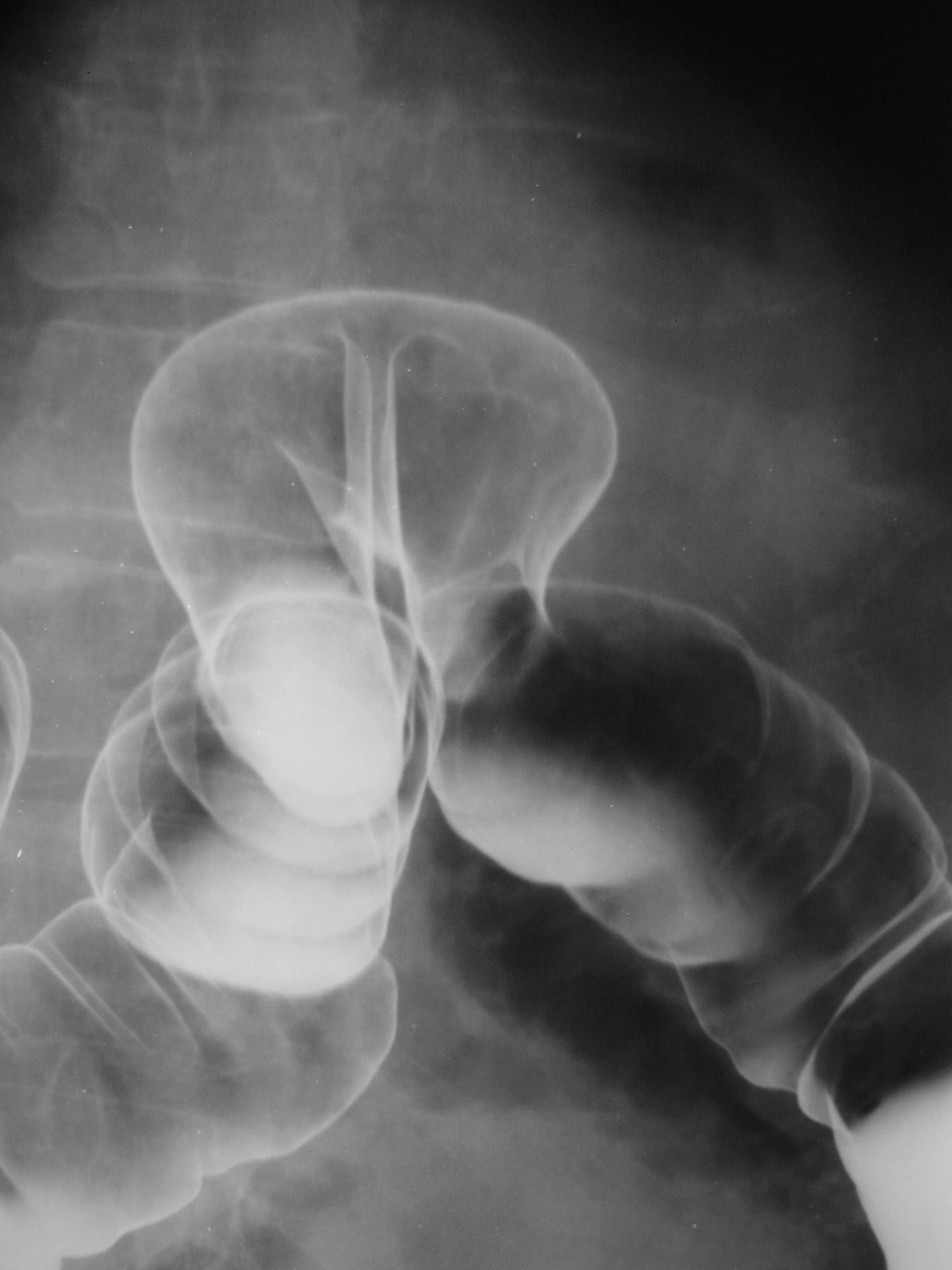
Lavement baryté en double contraste montrant une hernie transdiaphragmatique du côlon.

Un lavement baryté est un examen radiologique permettant d'étudier le rectum et le côlon.
Il consiste à injecter un produit de contraste opaque aux rayons X, la baryte, dans le rectum et le côlon du patient, via une petite canule introduite dans l'anus.
Puis des clichés radiographiques de l'abdomen sont pris.

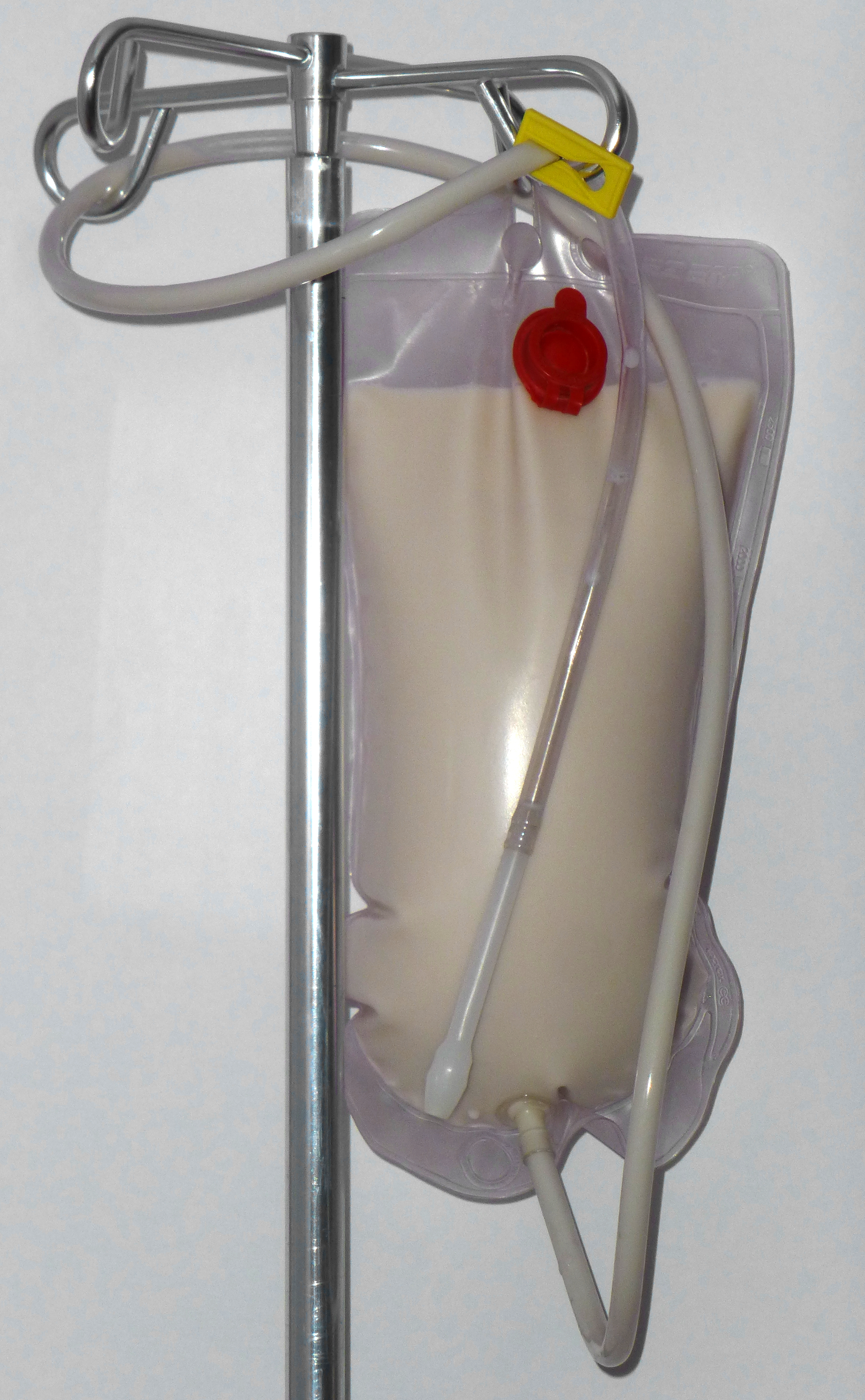
Lavement baryté en sac à usage unique

Cet examen permet de dépister des anomalies telles que tumeurs, polypes, diverticules, inflammation et infection.
Le transit baryté est un examen fondé sur le même principe, explorant le haut du tube digestif.